# ミヒャエル・クレッチマー
ミヒャエル・クレッチマー （ドイツ語: Michael Kretschmer、1975年5月7日 ゲルリッツ - ）はドイツの政治家。所属政党はキリスト教民主同盟（CDU）。2017年12月13日からザクセン州首相。2019年以降、ゲルリッツ第2選挙区から選出されているザクセン州議会議員。
2002年から2017年まで、クレッチマーはドイツ連邦議会議員。2017年12月9日にCDUザクセン州支部代表に就任。2004年12月1日に政府任命特別委員になり、2005年4月23日にCDUザクセン州支部幹事長、2009年から2017年までキリスト教民主・社会同盟（CDU/CSU）連邦議会議員団副院内総務、2013年9月から2017年9月までザクセン州議会CDU会派院内総務を務めた。

## 経歴

### 出身地
ミヒャエル・クレッチマーの生まれ育ったゲルリッツは1815年からプロイセン王国シュレージエン州に属していた。地域的にはニーダーシュレージエンと呼ばれ、政治的文化的にもプロイセンの一部であり、ザクセンとは異なっていた。東ドイツ成立後の1952年にドレスデン県に編入された。ドイツが再統一された1990年にザクセン州に属することになった。

### 学歴、職歴
クレッチマーはゲルリッツ＝ヴァインヒューベルで育つ。実科学校卒業後、1991年から1995年までゲルリッツの上級専門学校オフィス情報エレクトロニクス学科で学ぶ。1998年に専門大学入学資格を得ている。ドレスデン専門大学で経営工学を学び2002年に経営工学ディプローム（"Diplom (FH)"）と呼ばれる専門職学位を取得している。

### 党歴

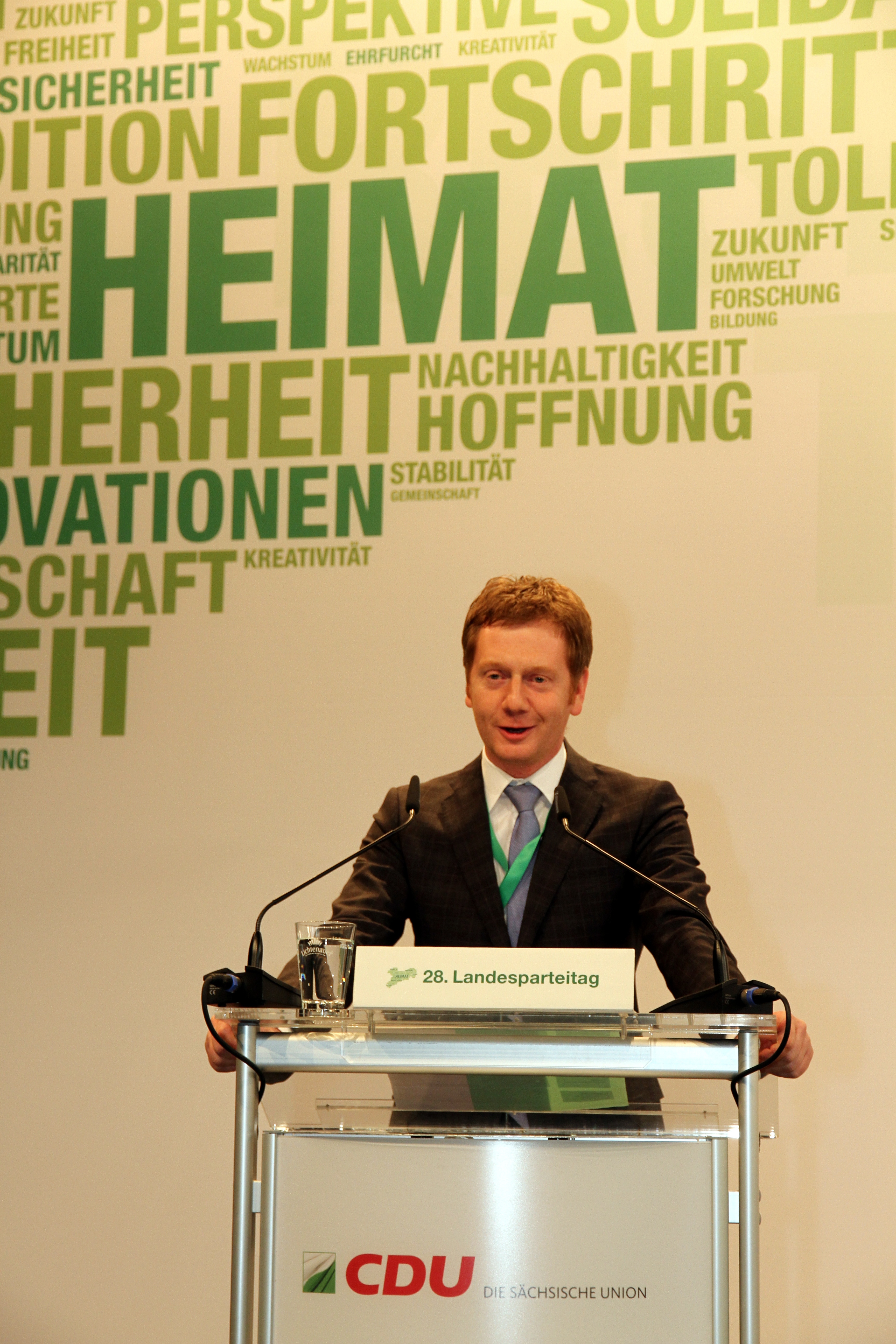
CDUザクセン州支部総会（2013年）でのミヒャエル・クレッチマー

1989年、ミヒャエル・クレッチマーはCDUの青年組織ユンゲウニオン（JU）に加入し、1993年から2002年までユンゲウニオン(JU)のザクセン支部とニーダーシレジア支部代表を務めた。1995年から2001年までJUの財務責任者も兼任していた。1994年から2000年までCDUゲルリッツ郡支部副代表、2003年以降はCDUザクセン州指導部のメンバーに選ばれる。2005年4月23日、ザクセン州CDU幹事長に選出された。2017年12月9日、CDUザクセン州支部総会でクレッチマーは90.1%の賛成票を得て、ザクセン州党代表に選出された。同時に、ザクセン州CDU幹事長にはアレクサンダー・デイルクスが選出された。
2010年初頭、クレッチマーはザクセン州キリスト教民主同盟におけるスポンサー企業スキャンダルの黒幕的存在として指摘された。当時のザクセン州首相スタニスラフ・ティリッヒとの交渉において、賄賂の用意があると思わせるような発言があったことが問題になった。クレッチマーは企業側から入札価格に関する情報を受け取っていた。そのため、州議会内野党と法律専門家、政治学者からクレッチマーのこの行為は汚職と紙一重であると非難された。

### 議員歴
1994年から1999年までクレッチマーはゲルリッツ市議会議員であった。2008年から2014年までゲルリッツ郡議会議員を務めていた。2002年から2017年までクレッチマーはドイツ連邦議会議員であった。2005年から2009年までキリスト教民主・社会同盟（CDU/CSU）連邦議会議員団の教育と研究活動委員会副代表。2009年から2017年まで教育・研究および芸術・文化・メディア領域委員会の副代表だった。
2002年から2017年までクレッチマーはドイツ連邦議会議員であったが、出身地であったゲルリッツ小選挙区で当選してきた(比例代表当選は一度も無かった)。2013年ドイツ連邦議会選挙ではゲルリッツ小選挙区の第1投票(直接投票)で49,6 %を得て当選した。クレッチマーはドイツ・ポーランド議員連盟、ドイツ・チェコ議員連盟、ドイツ・ロシア議員連盟に入り、議員による国際交流を重視してきた 。
2017年ドイツ連邦議会選挙において、クレッチマーはゲルリッツ小選挙区でドイツのための選択肢（AfD）の候補者に敗れた。
2019年9月に行われたザクセン州議会選挙において、クレッチマーはCDUゲルリッツ郡支部からゲルリッツ第2選挙区の候補者として推挙された。この小選挙区でクレッチマーは第1投票（直接投票）で45.8%を得て当選した。 

### ザクセン州首相
2017年10月18日、クレッチマーはザクセン州首相スタニスラフ・ティリッヒがら後継者に推挙された 。2017年12月13日、ザクセン州議会は126人中69人の賛成票によってミヒャエル・クレッチマーをザクセン州首相に選出した。クレッチマーは州議会で宣誓し州首相職を引き継いだ。

### その他の公職
2005年から2016年まで、クレッチマーはオーバーラウジッツ・ディアコニア（福音主義教会社会福祉事業団）の運営評議会のメンバーを務めた。クレッチマーはドイツ連邦議会議員だった2017年秋までドイツ研究センターヘルムホルツ協会評議員として、ザクセン州における教育・研究振興を担当していた。2017年、8月22日、ザクセン州専門大学連盟会長に選出された。

## 政治姿勢

### デジタル技術進化への対応
クレッチマーはすべての生徒にタブレットを持たせ、授業においてデジタル技術の活用と学習する機会を与えることを求めている。ドイツ連邦共和国がデジタル分野において先端国になるように提唱している。経済分野において、支援対象になるのはクレッチマーの見解によると、例えば、ビッグデータ解析と利用、クラウドコンピューティングである。
公民権とネットワーク中立性において、ドイツ連邦共和国において立法機関側の対応不足は生じていないとクレッチマーは見なしている。現行の法規則で充分対応できているとしている。これに関して、2013年中ごろに「我々は対応能力を持ち得ている」とクレッチマーは発言している。

### テレコミュニケーションとニューメディア
2013年6月に、ベルリンの警官によって射殺された男性の映像がYouTube上にアップロードされた。その男性は知的にひどく混乱しているように見えた。おまけに、この映像がFacebookにも張り付けられ、ネット上に拡散した。クレッチマーは社会的ネットワークのこのような状況を批判した。これに関連する形で、クレッチマーはこの映像の削除要求にすぐに応じるようにFacebookに求めた。この映像流出は人間蔑視を示しているとする見解をドイツのニュース雑誌フォークスで表明した。「このような映像は投稿してはならない」と主張した。

### 主導文化問題（Leitkultur）
2016年9月30日、クレッチマーはザクセン州議会議長マティアス・レスラー、キリスト教社会同盟（CSU）のマティアス・ブルーメ、ラインホルト・ボックレト、ヨハネス・ジングハマーらと「主導文化、基本文化に関するアピール」を発表した。そのアピールにおいて議論になっている主導文化概念が基本文化として表現されていた。社会的に混乱した不穏な時代において、人間を導く道標が必要とされ、それは故郷、愛国心のような概念、および主導文化において見いだされるとした。具体的に言うと、ドイツ語を使い、礼儀作法を守り、お互いを尊敬し、ドイツの精神的伝統である啓蒙、および黒・赤・金の3色で構成されるドイツの国旗とドイツ国歌を尊重することである 。
このアピールは右派ポピュリスト政党AfDの2016年州議会選挙躍進によって動機づけられたと見なされた。
同性結婚に関する議論において、クレッチマーは男性と女性による伝統的結婚制度を支持し、男性同性愛を受容する法制度に反対した。

### 難民問題
2018年3月のインタビュー取材に際して、クレッチマーは「社会統合に取り掛かることは現実の問題であるが、我々の価値観と法を守ろうとしない人間は問題になる」と答えた。未成年の段階において統合への良い動機づけが必要とされるとした。新たな形態の刑事犯罪法制が大切であり、難民がそのアイデンティティを隠そうとしないならば、国外追放措置は必要ないとした。難民流入という事態において、不測の事態を回避するために大胆な施策が必要であると発言した
。

### ロシア問題
2019年6月、クレッチマーはペーター・アルトマイヤー（CDU）連邦経済エネルギー大臣と マヌエラ・シュヴェーズィヒ（SPD）メクレンブルク＝フォアポンメルン州首相らと共にサンクトペテルブルクで開催された経済フォーラムに出席し、ウラジーミル・プーチン大統領と会談した。経済制裁の理由になっているウクライナ領におけるロシアによる領土侵犯が解決されなくても、クレッチマーはロシアに対する経済制裁を停止することを会談前に求めていた。

### CDU連立方針
2019年9月のザクセン州議会選挙を前にして、クレッチマーはCDUとして州議会での連立パートナーからAfDと左翼党（Die Linke）を除外し、一切の協力関係を持たないと表明した。さらに、クレッチマーはドイツ連邦憲法擁護庁前長官ハンス＝ゲオルク・マーセンの2018年ケムニッツ暴動に関する発言を厳しく批判したため、CDU党員であったマーセンはザクセン州議会選挙の応援から外された。

## 人物
ミヒャエル・クレッチマーはドレスデンとゲルリッツ郡ツィッタウに住居を持っている。彼は福音主義教会信徒であり、中部ドイツ放送記者だったアネッテ・ホフマンと同居している。彼らには2人の息子がいる。アネッテ・ホフマンには最初のパートナーとの間に生まれた二人の子がいる。